# Мануханги

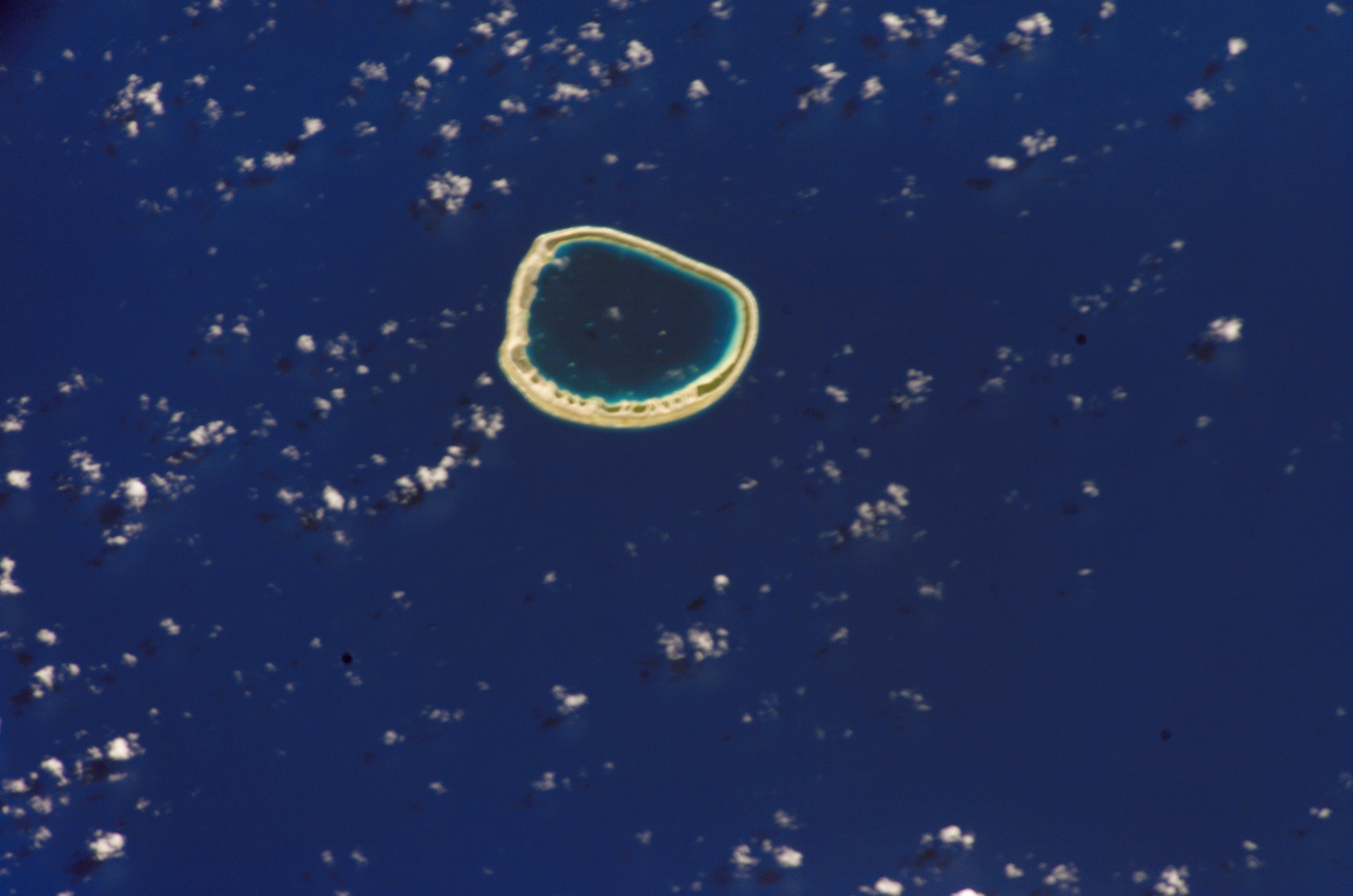
Космический снимок атолла

Мануханги (фр. Manuhangi) — атолл в архипелаге Туамоту (Французская Полинезия). Расположен в 900 км к юго-востоку от острова Таити.

## География
Остров представляет собой очень маленький атолл площадью всего лишь около 1 км².

## История
Мануханги был открыт в 1767 году английским капитаном Уоллисом. В прошлом остров был известен под названием Камберленд (англ. Cumberland Island).

## Административное деление
Административно входит в состав коммуны Хао.

## Население
На 2007 год, атолл был необитаем. На острове полностью отсутствовала инфраструктура.